# 克朗群島

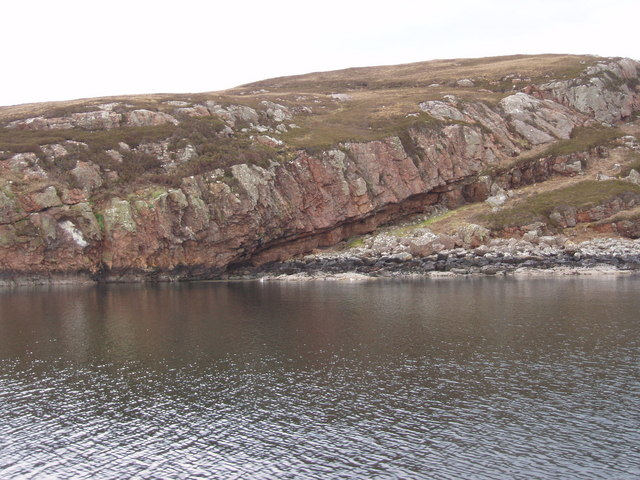

克朗群島（Crowlin Islands）是蘇格蘭的群島，位於大西洋海域，屬於內赫布里底群島的一部分，由3座島嶼組成，其中莫爾島面積1.7平方公里，島上無人居住。
57°21′N 5°50′W / 57.350°N 5.833°W